# Чихачов (залив)
Заливът Чихачов (до 1952 г. Дьо Кастри) (на руски: залив Чихачëва, Дë Кастри) е залив в крайната северна част на Японско море, на северозападния бряг на Татарския проток в Хабаровски край на Русия.
Вдава в сушата на 12,5 km, ширина на входа между носовете Давидов на север и Орлов на юг 9 km, дълбочина до 9 m. Зимата замръзва, а през лятото температурата на водната повърхност достига до 14 °C. Приливите са полуденонощни с амплитуда около 1 m. На западното му крайбрежие е пристанището на село Дьо Кастри. Заливът е открит на 2 август 1787 г. от великия френски мореплавател Жан Франсоа Лаперуз и е наименуван от него Дьо Кастри в чест на тогавашния морски министър на Франция Шарл Ежен Дьо Кастри. През ноември 1852 г. заливът е вторично открит и първично изследван, описан и топографски заснет от лейтенант Николай Бошняк, участник в експедицията на капитан Генадий Невелски. През 1952 г. заливът е преименуван на Чихачов в чест на адмирал Николай Матвеевич Чихачов морски министър на Русия в периода 1888 – 1896 г.